# Tipula (Tipula) orientalis
Tipula (Tipula) orientalis là một loài ruồi trong họ Tipulidae.